# Ticiane Pinheiro
Ticiane Andréa Mendes Pinheiro Tralli (Rio de Janeiro, 16 de junho de 1976) é uma apresentadora e ex-atriz brasileira. Desde 2015 apresenta diariamente o Hoje em Dia na Record, e também apresenta os programas Troca de Esposas e Canta Comigo Teen.

## Carreira

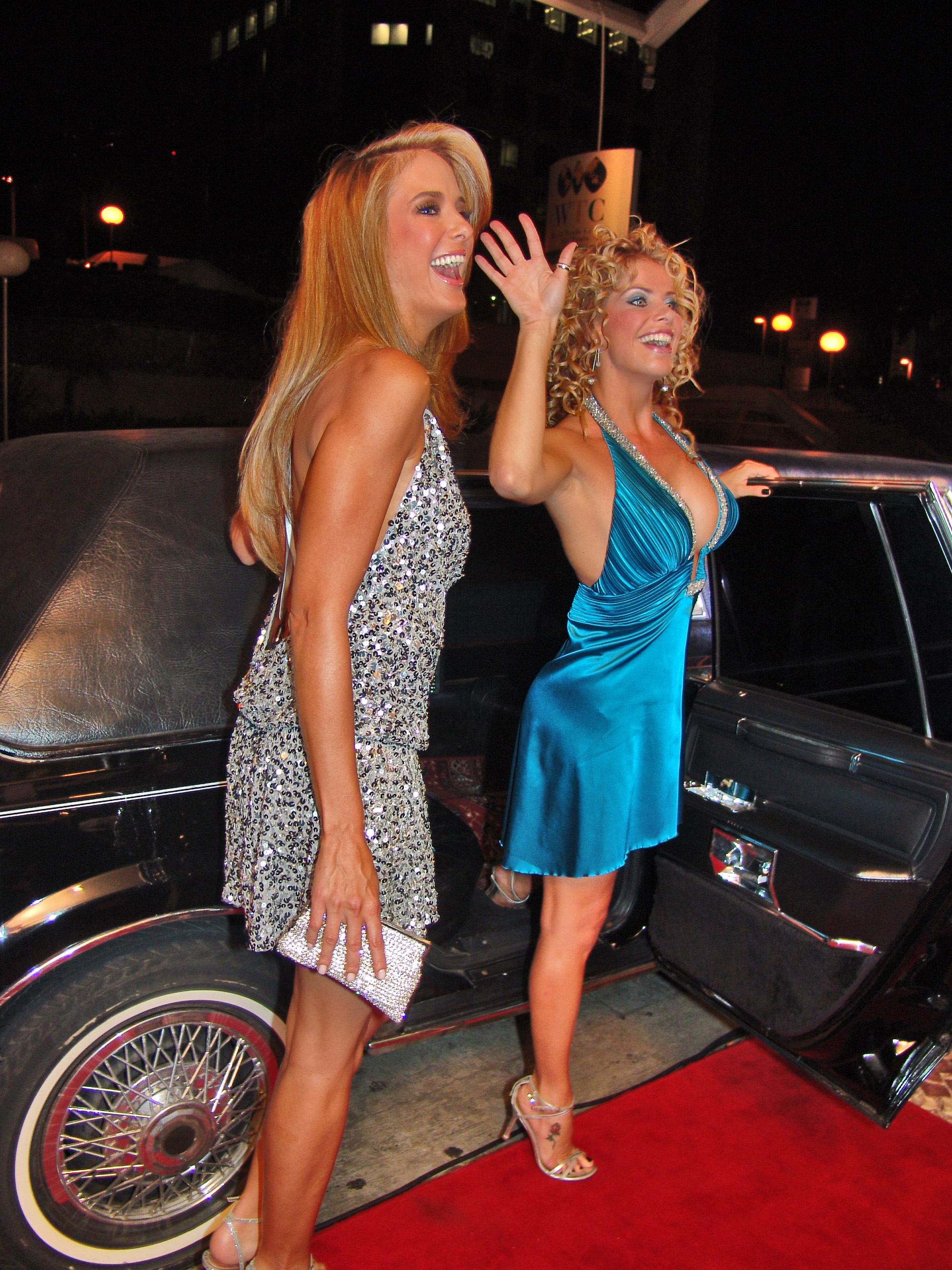
Ticiane e Karina Bacchi em 2007.

Em 1984, aos oito anos, estreou como apresentadora no TV Criança, da Band, ao lado da jornalista Sandra Annenberg. Em 1986 se transferiu para a Rede Globo, onde começou a apresentar o Balão Mágico após a saída de alguns apresentadores, ficando por seis meses até o fim deste. No mesmo ano retorna ao TV Criança, onde ficou até 1989. Em 1989 estreou como atriz como Talita em Kananga do Japão, a ninfeta do bordel da telenovela, discutindo o assunto da pedofilia e da prostituição infantil. Logo depois fez uma participação no seriado Fronteiras do Desconhecido.
Em 1990, aos 14 anos, assinou com a Ford Models e se mudou para a Itália, onde passou a trabalhar como modelo, morando também em Londres e Paris, desfilando para grifes como Dolce & Gabbana e Gucci e fotografando para a revista Vogue. Em 1997 retornou ao Brasil ao passar nos testes para a terceira temporada do seriado infantil Caça Talentos na pele da vilã Agatha. Em 1999 interpretou a garçonete Nina na telenovela Terra Nostra. Em 2002 integrou o elenco do seriado Sítio do Picapau Amarelo, interpretando a sereia do folclore brasileiro Iara durante a segunda temporada, assumindo o lugar de Dani Valente naquele ano. Em 2005 fez uma participação na novela Prova de Amor como a golpista Maria Dulce.
Em 2005, disposta a retomar a carreira como apresentadora, pediu uma oportunidade na Record como repórter do Hoje em Dia, porém foi avisada que não havia espaço naquele momento, apenas se quisesse integrar a teledramaturgia. Ticiane aceitou e, em 2006, integrou a telenovela Cidadão Brasileiro interpretando Cláudia, uma jovem hippie que luta contra a ditadura militar no Brasil junto a um grupo de revolucionários. Em 2007 estrela o reality show Simple Life: Mudando de Vida ao lado de Karina Bacchi, mostrando a vida das duas artistas milionárias durante dois meses em uma fazenda de Analândia, sem nenhum recurso e tecnologia, vivendo situações diversas na simplicidade. Devido à grande repercussão, a emissora chegou a cogitar uma segunda temporada, o que acabou não acontecendo. No mesmo ano conseguiu enfim realizar seu desejo: se tornou repórter no Hoje em Dia, entrevistando artistas em suas casas, além de ter se tornado apresentadora eventual em feriados e férias dos titulares, permanecendo no programa até 2012.
Em 2009 entra para o elenco fixo o sitcom Louca Família como a fogosa Dina, que está grávida e não sabe quem é o pai. Em 2009, com a mudança de personagens e da família principal, passa a interpretar a mal-humorada Leonora. Em 2012 comanda o reality show  Top Model, o Reality, inspirado no original America's Next Top Model, que buscava encontrar uma grande modelo para ser lançada às passarelas. No mesmo ano é convidada pelo canal a cabo FOX Bem Simples para comandar o programa de moda Ser Mulher ao lado de sua mãe, Helô Pinheiro. Ainda em 2012 se torna apresentadora do Programa da Tarde ao lado de Britto Júnior e Ana Hickmann. Em agosto de 2015, com o fim dos dois programas, é transferida para o Hoje em Dia, comandando ao lado de César Filho, Ana Hickmann e Renata Alves.

## Vida pessoal

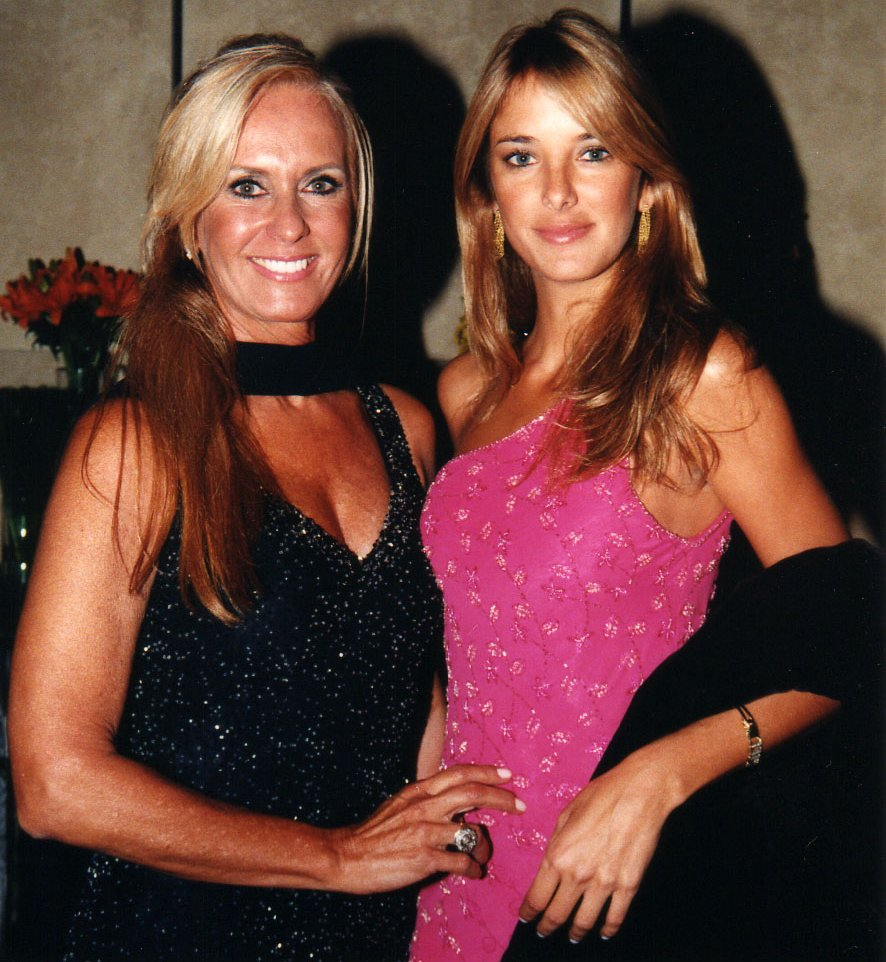
Ticiane com a mãe Helô Pinheiro

Ticiane Pinheiro é filha do engenheiro Fernando Pinheiro Das Dores com a empresária Helô Pinheiro, conhecida internacionalmente como a Garota de Ipanema. Possui duas graduações: formou-se em jornalismo no ano de 1997, e em cinema, em 2004. Em 2005 começou a namorar o publicitário Roberto Justus, com quem veio a se casar em 20 de maio de 2006.
Em 2008 anunciou que estava grávida, mas sofreu um aborto espontâneo aos cinco meses de gestação. Em 2009 engravidou novamente, nascendo em São Paulo, em 21 de julho de 2009, Rafaella Pinheiro Justus. Rafaella nasceu com uma doença genética, a estenose craniofacial, que é uma má formação óssea do crânio. A menina passou por cirurgia para amenizar o problema.
Em 2013, depois de sete anos juntos, o casal divorciou-se. Em fevereiro de 2014 começou a namorar o jornalista César Tralli. Os dois se casaram em 2 de dezembro de 2017 em Campos do Jordão, tendo como padrinhos nomes conhecidos como Ana Hickmann, César Filho, Karina Bacchi, Otávio Mesquita, Ricardo Almeida e Maya Mazzafera. Em 12 de julho de 2019, nasceu a filha do casal,  Manuella Pinheiro Tralli.

## Filmografia

### Televisão
| Ano           | Título                               | Cargo/Personagem                  | Nota                                       |
| ------------- | ------------------------------------ | --------------------------------- | ------------------------------------------ |
| 1984–86       | TV Criança                           | Apresentadora                     |                                            |
| 1986–87       | TV Criança                           | Apresentadora                     |                                            |
| 1986          | Balão Mágico                         | Apresentadora                     |                                            |
| 1989-90       | Kananga do Japão                     | Talita Amaral / Ninfeta do Bordel |                                            |
| 1990          | Fronteiras do Desconhecido           | Ana                               | Episódio: "A Rua do Salto"                 |
| 1997-98       | Caça Talentos                        | Agatha Tavares                    |                                            |
| 1999-00       | Terra Nostra                         | Nina Diniz                        |                                            |
| 2001–02       | Sítio do Picapau Amarelo             | Iara                              |                                            |
| 2002          | Sandy e Junior                       | Fã do Junior                      | Episódio: "Durma-se com um Barulho Desses" |
| 2005          | Prova de Amor                        | Maria Dulce (Madu)                | Episódios: "2–8 de dezembro"               |
| 2006          | Cidadão Brasileiro                   | Cláudia Castanho                  |                                            |
| 2007          | Simple Life                          | Participante                      |                                            |
| 2007–12       | Hoje em Dia                          | Repórter                          |                                            |
| 2009–10       | Louca Família                        | Leopoldina Perez Pinheiro (Dina)  |                                            |
| 2009–10       | Louca Família                        | Leonora Ferreira (Léo)            |                                            |
| 2012          | Top Model, o Reality                 | Apresentadora                     |                                            |
| 2012–14       | Ser Mulher                           | Apresentadora                     |                                            |
| 2012–15       | Programa da Tarde                    | Apresentadora                     |                                            |
| 2015–presente | Hoje em Dia                          | Apresentadora                     |                                            |
| 2019–presente | Troca de Esposas                     | Apresentadora                     |                                            |
| 2020–presente | Canta Comigo Teen                    | Apresentadora                     |                                            |
| 2023          | A Super Fantastica Historia Do Balão | Ela mesma                         | Documentário                               |
| 2024          | Pra Sempre Paquitas                  | Ela mesma                         | Documentário                               |

## Prêmios e indicações
| Ano  | Prêmio           | Categoria                               | Nomeação          | Resultado |
| ---- | ---------------- | --------------------------------------- | ----------------- | --------- |
| 2013 | Retrospetiva UOL | Melhor Apresentadora                    | Programa da Tarde | Indicado  |
| 2014 | Troféu Internet  | Melhor Apresentadora ou Animadora de Tv | Programa da Tarde | Indicado  |
| 2014 | Retrospetiva UOL | Melhor Apresentadora                    | Programa da Tarde | Indicado  |